# So ein Pechvogel
So ein Pechvogel (Originaltitel: When Willie Comes Marching Home) ist eine US-amerikanische Filmkomödie vor dem Hintergrund des Zweiten Weltkrieges von John Ford, inszeniert im Jahr 1950. Das Drehbuch basiert auf einer Erzählung von Sy Gomberg. In Deutschland kam der Film erstmals 1952 in die Kinos.

## Handlung
Bill Kluggs ist ein Student, der in der Kleinstadt Punxatawney in West Virginia lebt. Als die Nachricht vom japanischen Angriff auf Pearl Harbor die Stadt erreicht, meldet sich Bill bei der Armee und ist damit der erste Bürger der Stadt, der den Kriegsdienst leistet. Nachdem er sich von seiner Freundin Marge Fettles verabschiedet hat, geht Bill zur Grundausbildung nach Fort Wayne. Nach der Ausbildung wird Bill mit seinem Regiment nach Punxatawney gebracht. Die Männer sollen dort warten, bis sie von der nahegelegenen Luftwaffenbasis Loring Field an die Front gebracht werden. Die Stadt bereitet dem Rückkehrer einen großen Empfang. Doch die Freude der Leute wird immer kleiner, als Bills Aufenthalt in der Stadt sich in die Länge zieht. Bills Anfragen zur Abkommandierung an die Front sind vergeblich, er bleibt zwei Jahre in der Stadt hängen. Sein Kommandant Major Adams verweigert Bills Abkommandierung, weil er zu gut ist und als Ausbilder bessere Dienste leisten könnte.
Mit der Zeit wird Bill von der Bevölkerung ignoriert und verhöhnt. Als Bill eine B-17 nach England fliegen soll, wird das wegen der vielen vorangegangenen falschen Meldungen kaum zur Kenntnis genommen. Über dem Atlantik gerät die Maschine in schlechtes Wetter. Bill ist eingeschlafen und bekommt die Befehle über Funk nicht mit. Als er erwacht, merkt er, dass er in Gefahr ist, und steigt mit dem Fallschirm aus. Nach der Landung findet Bill heraus, dass er in dem von den Deutschen besetzten Frankreich gelandet ist. Er wird von der Französin Yvonne und ihren Begleitern, alle Mitglieder der Résistance, gefangen genommen. Die Widerstandskämpfer haben einen Raketenstart von einer geheimen Basis gefilmt. Sie wollen nun, dass Bill den Film außer Landes schmuggelt. Zur Tarnung soll er sich als Franzose und als Yvonnes Ehemann ausgeben. Der Plan funktioniert, Bill kann den Film nach London bringen. Von dort aus wird Bill in die USA zurückgeschickt. Ihm wird mitgeteilt, dass sein Einsatz zur Auffindung der feindlichen Raketenabschussbasis geführt hat. Yvonne war dabei eine Mittelsperson für den amerikanischen Geheimdienst.
Bills Abwesenheit hat nur vier Tage gedauert. Bill ist körperlich und geistig ein wenig angeschlagen und wird von seinem Vater Herman für einen Herumtreiber angesehen und k. o. geschlagen. Später erklärt sein Vater Bills Erlebnisse als Unfug. Erst als Militärpolizei erscheint, um Bill nach Washington zu bringen und dort vom Präsidenten geehrt zu werden, wird dem Vater klar, dass die Geschichte seines Sohnes echt ist.

## Hintergrund
Die Produktion der 20th Century Fox wurde im Conejo Valley und auf Santa Catalina Island vor Los Angeles, Kalifornien, gedreht.
Der Originaltitel des Filmes lehnt sich an das Stück When Johnny Comes Marching Home von Louis Lambert an, welches am Anfang, bei Bills erster Rückkehr und am Ende des Films gespielt wird.
In diesem Film gibt Vera Miles in einer Kleinrolle ihr Spielfilmdebüt, während es für die Französin Corinne Calvet der zweite Auftritt in einem US-Film ist. Auftritte in ungenannten Kleinrollen absolvieren Whit Bissell als Lieutenant Hanley, Alan Hale junior als Sergeant, Mae Marsh als Mrs. Fettles, J. Farrell MacDonald als Apotheker, John Mitchum (Bruder von Robert Mitchum) als Mr. Schreves, Kenneth Tobey als Lieutenant Geiger und Hank Worden als Bandleader.
Das Drehbuchautorengespann Sale/Loos war ein Ehepaar. Die oscarprämierten Thomas Littler und Lyle R. Wheeler arbeiteten an der Filmausstattung, Roger Heman Sr. am Ton und Fred Sersen an den Spezial-Effekten. Musikalischer Direktor war Lionel Newman, als Leiter des Garderobenfundus arbeitete Charles LeMaire.

## Soundtrack
- When Johnny Comes Marching Home von Louis Lambert
- Shall We Gather at the River von Robert Lowry
- Somebody Stole My Gal von Leo Wood
- Hail! Hail! The Gang's All Here von Theodore Morse, Dolly Morse und Arthur Sullivan
- You're in the Army Now von einem unbekannten Komponisten
- Deep in the Heart of Texas von Don Swander und June Hershey
- You've Got Me This Way von Jimmy McHugh und Johnny Mercer
- The Army Corps Song von Robert Crawford
- Frère Jacques, französisches Kinderlied
- The Yankee Doodle Boy von George M. Cohan

## Kritiken
„Erfrischende Persiflage auf Militär und Heldenverehrung, von John Ford mit leichter Hand und einer bekömmlichen Dosis Sentimentalität inszeniert.“

„Eine erfreulich erfrischende Persiflage auf Militär und soldatisches Heldentum aus der meisterlich leichten Hand des Amerikaners John Ford. Ausgezeichnete Unterhaltung.“

## Auszeichnungen
Internationales Filmfestival von Locarno 1950
- Grand Prix für John Ford

Oscarverleihung 1951
- Nominierung in der Kategorie Beste Originalgeschichte für Sy Gomberg

Golden Globe Award 1951
- Nominierung in der Kategorie Bester Hauptdarsteller (Komödie/Musical) für Dan Dailey